# Neotanygastrella nigricosta
Neotanygastrella nigricosta är en tvåvingeart som först beskrevs av Malloch 1926.  Neotanygastrella nigricosta ingår i släktet Neotanygastrella och familjen daggflugor. Inga underarter finns listade i Catalogue of Life.